# Enquête au collège
 (avril 2012).
Si vous disposez d'ouvrages ou d'articles de référence ou si vous connaissez des sites web de qualité traitant du thème abordé ici, merci de compléter l'article en donnant les références utiles à sa vérifiabilité et en les liant à la section « Notes et références ».
Enquête au collège est une série de huit romans policiers pour enfants de Jean-Philippe Arrou-Vignod, illustrés par Serge Bloch. Dans les éditions plus récentes la série s'appelle Enquêtes au collège. Elle a été éditée en France par Gallimard Jeunesse.
Elle met en scène les personnages de Rémi Pharamon, Mathilde Blondin et P-P Cul-Vert.

## Liste des romans
- Le Professeur a disparu (publié en 1987)
- Enquête au collège (publié en 1991)
- P.P. Cul-Vert détective privé (publié en juin 2007)
- Sur la piste de la Salamandre (publié en mars 2009)
- P.P. Cul-Vert et le mystère du Loch Ness (publié en janvier 2008)
- Le Club des inventeurs  (publié en avril 2009)
- Sa majesté P.P. Ier  (publié le 1er mars 2012)
- L'élève qui n'existait pas (publié le 7 novembre 2019)

## Personnages
- Mathilde Blondin
- Rémi Pharamon
- P. P. Cul-Vert (Pierre Paul de Culbert)
- Le Professeur